# CGR Nr. NG 1 bis 3
Die Fahrzeuge mit den Nummern NG 1 bis 3 der Cape Government Railways (CGR) waren Dampflokomotiven  mit der Achsfolge 1'C (Mogul) für 610-mm-Schmalspur.

## Geschichte
Die Lokomotiven wurden 1902 für die in Bau befindliche Hopefield Railway beschafft. Sie gehörten (neben den Typen A und C der Avontuur Railway) zu den ersten 610-mm-Schmalspurlokomotiven in Südafrika. Eine baugleiche vierte Lokomotive wurde 1911 von den South African Railways (SAR) in Dienst gestellt.
Die von Baldwin gelieferten Lokomotiven waren typisch amerikanische Konstruktionen mit einem außenliegenden Barrenrahmen, innenliegender Stephenson-Steuerung und waagerecht angeordneten Zylindern mit Flachschiebern. Sie ähnelten Lokomotiven, die Baldwin für Schmalspurstrecken in Maine gebaut hatte.  
Die Lokomotiven kamen bereits beim Bau der Hopefield Railway zum Einsatz und verrichteten bis zum Umbau der Strecke auf Kapspur alle Dienste, wobei sie später von je einer Typ A, Typ B und NG 6 ergänzt wurden. Nach ihrer Ausmusterung im Jahr 1926 wurden sie verschrottet; kein Exemplar ist erhalten geblieben.

## Nummerierung
Ursprünglich trugen die Lokomotiven nur Nummern 1 bis 3; auch Fotografien mit den Nummern 01 bis 03 existieren. Sie erhielten – anders als die Lokomotiven der ebenfalls zur CGR gehörenden Avontuur Railway, wo mehrere Lokomotivtypen im Einsatz waren – keine Klassenbezeichnung.
Um Verwechslungen mit den ebenso nummerierten Lokomotiven der Avontuur Railway sowie mit den Kapspur-Lokomotiven zu vermeiden, wurde den Nummern 1 bis 3 später ein NG für „narrow gauge“ vorangestellt (die Lokomotiven der Avontuur Railway erhielten dabei völlig neue Nummern). 
Als die CGR in die SAR aufging und die CGR-Maschinen mit den Schmalspurlokomotiven aus Natal und Transvaal in einen Nummernplan vereinigt wurden, erhielten die Lokomotiven der Hopefield-Railway die Nummern NG 22–24. Das wenig später von der SAR beschaffte vierte Exemplar wurde als NG 35 eingeordnet. Klassenbezeichnungen für Schmalspurlokomotiven haben die SAR zunächst nicht eingeführt; dies geschah erst in den späten 1920er-Jahren, als die Hopefield-Lokomotiven bereits ausgemustert waren.